# Amada
Amada Co,.Ltd (яп. 株式会社アマダ кабусикигайся амада) — японский концерн, одно из крупных станкостроительных объединений. Производитель оборудования для холодной обработки листового металла, штамповки, лазерной резки, гибки, систем автоматизации.
Амада была основана в 1946 г. Первым крупным научно-техническим достижением стало создание в 1955 г. станка для контурной обработки. С тех пор компания, оставаясь в первых рядах японских производителей металлорежущего оборудования, постоянно расширяла свои производственные мощности и предлагала металлорежущие станки, полотна и смазочно-охлаждающие жидкости, обеспечивающие высокий уровень качества резки и использующие передовые технологии обработки.
Со временем типы материалов, подлежащих обработке, стали более разнообразными, а требования к резке в плане скорости и качества — сильно возросли. Амада продолжает использовать и внедрять самые современные технологии накопленные за историю существования предприятия.
Компания производит также координатно-револьверные и электромеханические прессы, которые позволяют выполнять ограниченным комплектом инструмента широкую номенклатуру продукции.
Одной из главных разработок компании является запатентованная конструкция пресса-листогиба, которая имеет концепцию параллельного прогиба траверс. В широком диапазоне условий работы, величина входа пуансона в матрицу практически неизменна по всей длине гибки. Таким образом исключается необходимость применения устройств компенсации прогиба станины.